# Escuela Secundaria Alpha
La Escuela Secundaria Alpha (en inglés: École Alpha Secondary School) es un instituto público ubicado en Burnaby, Columbia Británica.

## Historia
Se fundó en 1950 en Burnaby y pertenece al 41º distrito escolar. Ofrece una amplia variedad de programas educativos, incluyendo cursos de inmersión en francés, así como el curso de computadora, peluquería y etc.[cita requerida]